# 氣旋帕姆
強烈熱帶氣旋帕姆（英語：Severe Tropical Cyclone Pam，斐濟氣象局：11F，聯合颱風警報中心：17P）是2014－2015年南太平洋熱帶氣旋季的一個熱帶氣旋。以風速來說，帕姆與1989年氣旋奧森和2006年氣旋莫妮卡並列南半球有紀錄以來最強烈的熱帶氣旋。以氣壓來說，帕姆成為南半球第四強的熱帶氣旋，僅次2016年的氣旋溫斯頓和2002年的氣旋佐伊以及2004年的氣旋加菲洛。

## 氣象歷史
2015年3月6日06:00UTC，斐濟氣象局把一個位於楠迪西北約1140公里的低壓區升格為熱帶擾動，並給予編號11F。
3月8日06:00UTC，斐濟氣象局將其升格為熱帶低氣壓。
3月9日06:00UTC，斐濟氣象局將其升格為一級熱帶氣旋，並命名為Pam（帕姆）。同時，聯合颱風警報中心將其升格為熱帶風暴，並給予編號17P。
3月10日00:00UTC，斐濟氣象局將其升格為二級熱帶氣旋。同時，聯合颱風警報中心將其升格為一級熱帶氣旋。12:00UTC，斐濟氣象局將其升格為三級強烈熱帶氣旋。18:00UTC，聯合颱風警報中心將其升格為二級熱帶氣旋。
3月11日00:00UTC，聯合颱風警報中心將其升格為三級熱帶氣旋。12:00UTC，斐濟氣象局將其升格為四級強烈熱帶氣旋。同時，聯合颱風警報中心將其升格為四級熱帶氣旋。
3月12日12:00UTC，斐濟氣象部將其升格為五級強烈熱帶氣旋。18:00UTC，聯合颱風警報中心將其升格為五級熱帶氣旋。
3月13日00:00UTC，斐濟氣象局評定帕姆的10分鐘中心風力為125kt，中心最低氣壓為910hPa，是自2005年氣旋珀西以來最強的南太平洋熱帶氣旋。12:00UTC，斐濟氣象局評定帕姆的10分鐘中心風力為135kt，中心最低氣壓為899hPa，使帕姆的巔峰風力超越氣旋佐伊，成為南太平洋有記錄以來巔峰風力最強之熱帶氣旋，不過氣壓仍略高於佐伊。18:00UTC，聯合颱風警報中心將其降格為四級熱帶氣旋。
3月14日18:00UTC，帕姆離開斐濟氣象局監控區域，進入新西蘭氣象局監控區域。
3月15日00:00UTC，新西蘭氣象局將其降格為四級強烈熱帶氣旋。同時，聯合颱風警報中心將其降格為三級熱帶氣旋。06:00UTC，新西蘭氣象局將其降格為三級強烈熱帶氣旋。12:00UTC，新西蘭氣象局認為帕姆已經轉化為溫帶氣旋，並為其發出最後熱帶氣旋報告。同時，聯合颱風警報中心直接將其降格為一級熱帶氣旋，並為其發出最後熱帶氣旋報告。

## 防範措施及影響
帕姆以接近巔峰強度橫掃瓦努阿圖，對當地造成毀滅性破壞。首都維拉港九成房屋被吹毀，數條村落被滅村，當地通訊電力除首都外一概中斷，首都機場關閉，令實際傷亡人數難以確認。聯合國指死亡人數高達44人，但官方只承認有少於十人死亡。當局隨後宣佈國家進入緊急狀態。世界宣明會表示，有76個於島上工作的職員失去聯絡，生死未卜。

## 外部連結
- 所有新聞來自新西蘭氣象局有關氣旋帕姆
- 17P.PAM （页面存档备份，存于）來自美國海軍研究實驗室
- 世界氣象組織 （页面存档备份，存于）
- 澳洲氣象局 （页面存档备份，存于）
- 斐濟氣象局 （页面存档备份，存于）
- 新西蘭氣象局 （页面存档备份，存于）
- 聯合颱風警報中心 （页面存档备份，存于）